# الشرق (المخادر)

تعديل مصدري - تعديل

الشرق محلة تابعة لقرية البهالي، التابعة لعزلة بني سرحة بمديرية المخادر إحدى مديريات محافظة إب في الجمهورية اليمنية، بلغ تعداد سكانها 28 حسب تعداد اليمن لعام 2004.